# NGC 5469
NGC 5469 este o galaxie lenticulară situată în constelația Boarul. A fost descoperită în 1883 de către Ernst Wilhelm Tempel.